# 니카와촌
니카와촌(新川村)은 도야마현 나카니카와군에 있던 촌이다. 현재의 다테야마정에 해당한다.

## 역사
- 1941년 6월 1일 - 데라다촌, 유미노쇼촌이 합병해 성립하였다.
- 1954년 7월 1일 - 다테야마정에 편입되었다.

## 참고문헌
- 『市町村名変遷辞典』東京堂出版、1990年。
- 『統計たてやま 2013』立山町 2013年9月。
- 『立山町史 下巻』立山町 1984年2月15日。